# Mestaruussarja 1968
La Mestaruussarja 1968 fu la cinquantanovesima edizione della massima serie del campionato finlandese di calcio, la trentottesima come Mestaruussarja. Il campionato, con il formato a girone unico e composto da dodici squadre, venne vinto dal TPS.

## Squadre partecipanti
| Club         | Città       | Stagione 1967                                          |
| ------------ | ----------- | ------------------------------------------------------ |
| Haka         | Valkeakoski | 6º posto in Mestaruussarja                             |
| HJK          | Helsinki    | 5º posto in Mestaruussarja                             |
| KPV          | Kokkola     | 8º posto in Mestaruussarja                             |
| KTP          | Kotka       | 7º posto in Mestaruussarja                             |
| KuPS         | Kuopio      | 2º posto in Mestaruussarja                             |
| MP           | Mikkeli     | 10º posto in Mestaruussarja                            |
| Ponnistus    | Helsinki    | 2º posto nel girone finale di Suomensarja              |
| Porin Ässät  | Pori        | 1º posto nel girone finale di Suomensarja (come RU-38) |
| Reipas Lahti | Lahti       | Campione di Finlandia                                  |
| TPS          | Turku       | 3º posto in Mestaruussarja                             |
| Upon Pallo   | Lahti       | 4º posto in Mestaruussarja                             |
| VPS          | Vaasa       | 9º posto in Mestaruussarja                             |

## Classifica finale
|  | Pos. | Squadra      | Pt | G  | V  | N | P  | GF | GS | DR  |
|  | ---- | ------------ | -- | -- | -- | - | -- | -- | -- | --- |
|  | 1.   | TPS          | 32 | 22 | 14 | 4 | 4  | 48 | 19 | +29 |
|  | 2.   | Reipas Lahti | 30 | 22 | 11 | 8 | 3  | 45 | 31 | +14 |
|  | 3.   | HJK          | 29 | 22 | 11 | 7 | 4  | 51 | 33 | +18 |
|  | 4.   | KuPS         | 25 | 22 | 11 | 3 | 8  | 39 | 29 | +10 |
|  | 5.   | KPV          | 23 | 22 | 8  | 7 | 7  | 41 | 33 | +8  |
|  | 6.   | Upon Pallo   | 22 | 22 | 10 | 2 | 10 | 41 | 38 | +3  |
|  | 7.   | Haka         | 22 | 22 | 7  | 8 | 7  | 31 | 30 | +1  |
|  | 8.   | MP           | 22 | 22 | 9  | 4 | 9  | 38 | 42 | -4  |
|  | 9.   | KTP          | 19 | 22 | 7  | 5 | 10 | 35 | 42 | -7  |
|  | 10.  | Porin Ässät  | 17 | 22 | 6  | 5 | 11 | 38 | 59 | -21 |
|  | 11.  | Ponnistus    | 13 | 22 | 5  | 3 | 14 | 28 | 53 | -25 |
|  | 12.  | VPS          | 10 | 22 | 2  | 6 | 14 | 14 | 40 | -26 |

Legenda:
      Campione di Finlandia e ammessa alla Coppa dei Campioni 1969-1970
      Vincitore della Suomen Cup 1968 e qualificato in Coppa delle Coppe 1969-1970
      Retrocesse in Suomensarja
Note:
Due punti a vittoria, uno a pareggio, zero a sconfitta.